# Epiplatymetra grotearia
Epiplatymetra grotearia là một loài bướm đêm trong họ Geometridae.